# Shōji Meguro
Shōji Meguro (japanska: 目黒将司?, Meguro Shōji), född 4 juni 1971, är en japansk spelmusikkompositör och spelregissör som anställdes av Atlus 1995 och har komponerat musik till ett flertal av företagets spel och filmer, huvudsakligen de i Megami Tensei-serien.

## Diskografi
- Revelations: Persona (1996) — med Hidehito Aoki, Ken'ichi Tsuchiya och Misaki Okibe[2]
- Devil Summoner: Soul Hackers (1997) — med Tsukasa Masuko och Toshiko Tasaki[3]
- Maken X (1999) — med Takahiro Ogata
- Maken Shao: Demon Sword (2001)
- Shin Megami Tensei III: Nocturne (2003) — med Ken'ichi Tsuchiya och Toshiko Tasaki
- Shin Megami Tensei III: Nocturne Maniax (2004) — med Ken'ichi Tsuchiya och Toshiko Tasaki
- Shin Megami Tensei: Digital Devil Saga (2004) — med Ken'ichi Tsuchiya
- Shin Megami Tensei: Digital Devil Saga 2 (2005)
- Trauma Center: Under the Knife (2005) — med Ken'ichi Tsuchiya och Ken'ichi Kikkawa
- Shin Megami Tensei: Devil Summoner: Raidou Kuzunoha vs. The Soulless Army (2006)
- Shin Megami Tensei: Persona 3 (2006) — med Yosuke Uda
- Trauma Center: Second Opinion (2006) — med Ken'ichi Tsuchiya och Shingo Yasumoto
- Shin Megami Tensei: Imagine (2006) — endast introduktion
- Shin Megami Tensei: Persona 3 FES (2007) — med Ken'ichi Tsuchiya
- Shin Megami Tensei: Persona 4 (2008) — med Atsushi Kitajoh och Ryota Koduka
- Shin Megami Tensei: Devil Summoner 2: Raidou Kuzunoha vs. King Abaddon (2008)
- Shin Megami Tensei: Persona (2009) — med Ken'ichi Tsuchiya och Ryota Koduka
- Shin Megami Tensei: Strange Journey (2009)
- Persona 3 Portable (2009)
- Trauma Team (2010) — med Atsushi Kitajoh och Ryota Koduka
- Catherine (2011) — med Atsushi Kitajoh och Ken'ichi Tsuchiya
- Persona 2: Innocent Sin (2011)
- Persona 4: The Animation (2011)
- Persona 2: Eternal Punishment (2012)
- Persona 4: Golden (2012) — med Atsushi Kitajoh, Ryota Koduka och Shihoko Hirata.
- Persona 4 Arena (2012) — med Atsushi Kitajoh
- Persona 3 The Movie: Spring of Birth (2013)[4]
- Persona 3 The Movie: Midsummer Knight's Dream (2014)
- Persona Q: Shadow of the Labyrinth (2014)
- Persona 4 The Golden Animation (2014) — med Tetsuya Kobayashi[5]
- Persona 3 The Movie: Falling Down (2015)
- Persona 3 The Movie: Winter of Rebirth (2016)
- Persona 5 (2017)